# Sani Ibrahim
Sani Ibrahim (ur. 25 listopada 1982 w Kano) – nigeryjski koszykarz występujący na pozycjach silnego skrzydłowego oraz środkowego, posiadający także kanadyjskie obywatelstwo.
W 2006 zaliczył obozy szkoleniowe z AZS-em Koszalin i Anwilem Włocławek. Sezon zasadniczy 2006/2007 rozpoczął z Unią Tarnów. W grudniu 2006 dołączył do Znicza Jarosław. Potem został zawodnikiem AZS Koszalin. W trakcie rozgrywek zwolniony, pracę znalazł w Baskecie Kwidzyn. Sezon 2008/2009 spędził w Belgii. 1 września 2009 roku podpisał kontrakt ze Sportino Inowrocław. 15 grudnia tego samego roku, po serii porażek, zwolniony. Obecnie gra na Węgrzech, w zespole Atomeromu SE Paks.
W 2004 reprezentował podczas letniej ligi NBA zespoły Philadelphia 76ers oraz Indiana Pacers.
Ma pięcioro braci i sióstr.

## Osiągnięcia
Stan na 26 listopada 2017.
NJCAA
- Zaliczony do:
  - I składu All-Panhandle (2004)[5]
  - JUCO All-African Team (2003, 2004 przez Africabasket.com)
- Lider konferencji Scenic West Athletic w zbiórkach (2003)[5]

Indywidualne
- Lider PLK w zbiórkach (2007)[6]

## Statystyki podczas występów w PLK
- Sezon 2006/2007 (Unia Tarnów i Znicz Jarosław): 36 meczów (średnio 12,5 punktu oraz 9,8 zbiórki w ciągu 29,8 minuty)
- Sezon 2007/2008 (AZS Koszalin i Basket Kwidzyn): 27 meczów (średnio 8,3 punktu oraz 5,3 zbiórki w ciągu 20,7 minuty)
- Sezon 2009/2010 (Sportino Inowrocław): 12 meczów (średnio 11,3 punktu oraz 7,9 zbiórki w ciągu 26,4 minuty)